# The Rubinoos
The Rubinoos est un groupe de power pop américain formé en 1970 à Berkeley, en Californie.